# Zurabi Zhvania
Zurabi Zhvania (Georgia, 23 de septiembre de 1991) es un jugador profesional georgiano de rugby que se desempeña en la posición de pilar izquierdo en Chicago Hounds, equipo perteneciente a la liga Major League Rugby.

## Carrera
En 2011, Zhvania hizo su debut como profesional con el equipo Stade Français Paris (2011-2018), después pasó a Wasps RFC (2018-2021), luego a Football Club de Grenoble Rugby (2021-2023), posteriormente a Chicago Hounds, disputando su primera temporada en la Major League Rugby.